# Szilvágyi Sándor
Szilvágyi Sándor (Budapest, 1964. július 17. – 2021. szeptember 26.) Liszt Ferenc-díjas magyar gitárművész, a Bartók Béla Zeneművészeti és Hangszerészképző Gyakorló Szakgimnázium gitártanszakának vezető tanára, a gitároktatás budapesti szakfelügyelője.

## Tanulmányai
Gitártanulmányait kezdetben (1981-1985 között) Budapesten végezte, ahol Roth Ede gitárművész volt a tanára. 1985-1988 között Debrecenben folytatta gitártanulmányait, ahol Tokos Zoltán gitárművész tanítványaként kitüntetéssel végzett zenetanárként. Ezt követően 1994-1997 között Bécsben tanult, ahol ugyancsak kitüntetéssel szerezte meg koncertdiplomáját Walther Würdinger professzornál. Tanulmányi ideje alatt aktívan részt vett Abel Carlevaro, Costas Cotsiolis, Ichiro Suzuki, Wolfgang Lendle és Odair Assaid mesterkurzusain.

## Oktatói pályája
1989–1991 között gitártanérként zeneiskolában tanított Budapesten. 1990–1997 között a Debreceni Zeneművészeti Főiskola gitártanára volt. 1996-tól a fővárosi Bartók Béla Zeneművészeti és Hangszerészképző Gyakorló Szakgimnázium gitártanszakának vezető tanára volt. A gitároktatás budapesti szakfelügyelője volt.

## Előadóművészi pályája
Szólistaként és kamaramuzsikusként rendszeresen fellépett Magyarországon és külföldön. Gyakran játszott kortárs szerzőktől. Föllépett többek közt Bath, Berlin, Belgrád, Pozsony, Delhi, Bécs, Zágráb koncerttermeiben. Szólistája, illetve rendszeres közreműködője volt az Esztergomi Szendrey-Karper László Nemzetközi Gitárfesztiválnak – ahol a Gitárfesztivál kuratóriumának is tagja volt – valamint a Szombathelyi Nemzetközi Bartók Szemináriumnak. Rendszeres kamarapartnere volt Matuz Istvánnak és Gyöngyössy Zoltánnak. Számos mesterkurzust tartott bel- és külföldön. 1984-ben készített szólófelvételt, azóta pedig gitárművészként közreműködőtt több – főként kortárszenei – CD, televízió, illetve rádiófelvétel készítésében is.

## Kitüntetései, díjai
- 2006 – Artisjus-díj
- 2007 – Liszt Ferenc-díj